# Orimarga (Orimarga) chionopus
Orimarga (Orimarga) chionopus is een tweevleugelige uit de familie steltmuggen (Limoniidae). De soort komt voor in het Neotropisch gebied.